# Dobie Gray
Lawrence Darrow Brown, conhecido artisticamente por Dobie Gray (Simonton, 26 de julho de 1940 – Nashville, 6 de dezembro de 2011), foi um cantor, compositor, ator e produtor musical norte-americano.

## Carreira
Representante do estilo soul/R&B, Gray - que antes utilizava os nomes artísticos de Leonard Ainsworth, Larry Curtis, Larry Brown e Larry Dennis - iniciou sua carreira musical em 1960, aos vinte anos. Despontou nas paradas de sucesso em 1965, com The 'In' Crowd. Drift Away, de 1973, é a música de maior destaque em 51 anos de vida artística e regravada por outros artistas, como Rod Stewart, Michael Bolton e Uncle Kracker. Outras músicas destacadas foram Look At Me (que figourou na 91ª sposição da parada Billboard Hot 100, Loving Arms, Hey Dixie e Who’s Loving You, que no Brasil fez parte da trilha sonora da novela Cara a Cara, da Rede Bandeirantes. Ele também fez apresentações como ator, chegando a trabalhar por 2 anos e meio na versão norte-americana do musical Hair.
Além de ter representado o estilo soul/R&B, Gray se enveredou em outros ritmos musicais, como a música country - na década de 1980 - e o pop. Seu último álbum inédito foi Take It Real Easy, lançado em 1987. Em sua carreira, o cantor gravou 17 discos e outros 7 especiais foram lançados.

## Morte
Quase esquecido das paradas de sucesso dos EUA, Dobie Gray faleceu em 6 de dezembro de 2011 aos 71 anos, devido a um câncer. Antes de morrer, ele doou todos os direitos autorais de suas músicas para ajudar o St. Jude Children's Research Hospital e a Escola para Cegos do Tennessee.

## Discografia
- Look (Stripe, 1963)
- Dobie Gray Sings For "In" Crowders That Go "Go-Go" (Charger, 1965)
- Pollution (Prophecy/Atlantic, 1970)
- Pollution II (Prophecy/Atlantic, 1971)
- Drift Away (Decca/MCA, 1973) US #64
- Loving Arms (MCA, 1973) US #188
- Hey Dixie (MCA, 1975)
- New Ray Of Sunshine (Capricorn, 1976)
- Let Go (Capricorn, 1977)
- The Best Of Dobie Gray (Gallo, 1978)
- Dobie Gray & Mary Wells (Gusto Inc., 1978)
- Mellow Man (Capricorn, 1978)
- Midnight Diamond (Capricorn, 1978) US #174, R&B #72
- Dobie Gray (Infinity, 1979)
- Welcome Home (Equity / Robox, 1981)
- From Where I Stand (Capitol/EMI/Amer., 1986)
- Love’s Talkin’ (Capitol/EMI/Amer., 1987)

## Especiais
- 1990 - Sings for Incrowders
- 1996 - Drift Away With Dobie Gray: His Very Best
- 1997 - The Soulful Sound of Dobie Gray
- 2000 - Dos 7iamond Cuts, Out on the Floor with the In Crowd, Soul Days
- 2001 - Ultimate Collection
- 2004 - Drift Away and Other Classics
- 2005 - Best of Dobie Gray